# EchoStar 17
EchoStar 17 (EchoStar XVII, Jupiter 1) ist ein kommerzieller Kommunikationssatellit der US-amerikanischen Hughes Network Systems, einer Tochter der EchoStar Corporation.
Er wurde am 5. Juli 2012 um 21:36 UTC mit einer Ariane-5-Trägerrakete vom Centre Spatial Guyanais bei Kourou zusammen mit dem Wettersatelliten MSG-3 in eine geostationäre Umlaufbahn gebracht.
Der dreiachsenstabilisierte Satellit ist mit 60 Ka-Band-Transpondern ausgerüstet und soll von der Position 107,1° West aus Nordamerika mit Breitbandinternet (Datenrate 100 Gbps) versorgen und dabei den Satelliten Spaceway 3 ergänzen. Er wurde auf Basis des Satellitenbus LS-1300 der Space Systems/Loral gebaut und besitzt eine geplante Lebensdauer von 15 Jahren.